# Rhene margarops
Rhene margarops là một loài nhện trong họ Salticidae.
Loài này thuộc chi Rhene. Rhene margarops được Tord Tamerlan Teodor Thorell miêu tả năm 1877.